# Dante Braida
Dante Gustavo Braida Lorenzón (ur. 18 lipca 1968 w Reconquista) – argentyński duchowny katolicki, w latach 2015–2018 biskup pomocniczy Mendozy, biskup La Rioja od 2018.

## Życiorys
Święcenia kapłańskie przyjął 21 kwietnia 1996 i został inkardynowany do diecezji Reconquista. Po kilkuletnim stażu duszpasterskim został skierowany do międzydiecezjalnego seminarium w Resistencii w charakterze wychowawcy. W 2009 został wikariuszem generalnym diecezji.
11 kwietnia 2015 papież Franciszek mianował go biskupem pomocniczym archidiecezji Mendoza oraz biskupem tytularnym Tanudaia. Sakry udzielił mu 12 czerwca 2015 metropolita Menedozy - arcybiskup Carlos María Franzini.
13 grudnia 2018 został mianowany biskupem ordynariuszem diecezji La Rioja.